# Schloßheck
Schloßheck ist ein Ortsteil der Ortsgemeinde Orlenbach im Eifelkreis Bitburg-Prüm in Rheinland-Pfalz.

## Geographische Lage
Schloßheck liegt nördlich von Orlenbach in einer Entfernung von rund 3,5 km. Der Ort liegt zwischen zwei umfangreichen Waldgebieten und bildet ein Straßendorf nahe der Bundesautobahn 60 mit der Abfahrt Prüm. Westlich des Ortes fließt der Pittenbach, nördlich der Pirbach und südlich der Lünebach. Schloßheck ist der größere der beiden Ortsteile.

## Geschichte
Der heutige Ortsteil Schloßheck wurde erstmals in einer Urkunde von 1516 erwähnt.
Aufgrund der heutigen Ausmaße des Ortes ist von einem stetigen Wachstum auszugehen.

## Kultur und Sehenswürdigkeiten

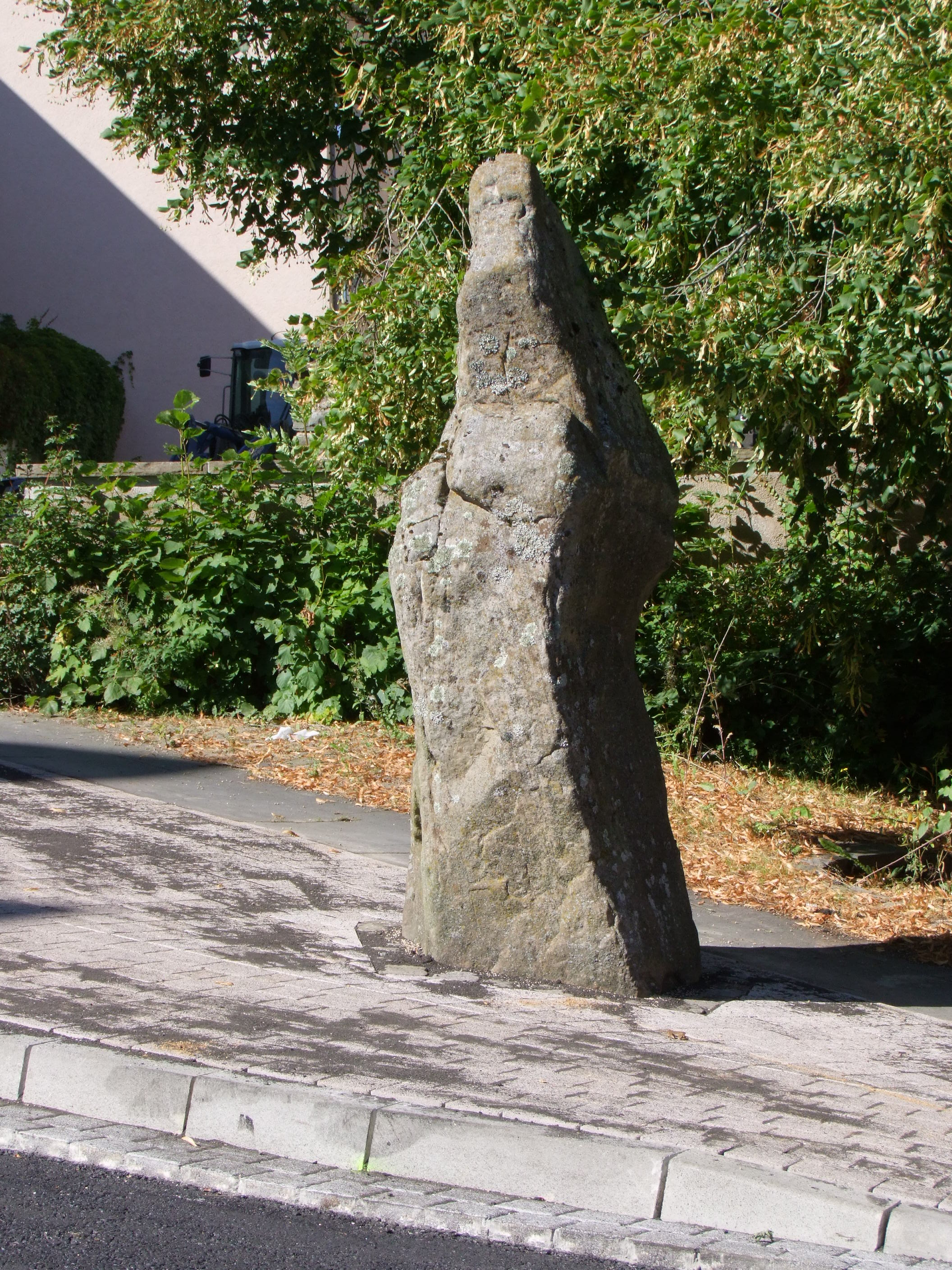
Menhir von Schloßheck

### Wegekreuz / Hofanlage
In Schloßheck befindet sich ein kleines Balkenkreuz mit der Bezeichnung 1762.
In der Schloßhecker-Straße befindet sich ein Streckhof aus dem Jahre 1891.
Siehe auch: Liste der Kulturdenkmäler in Orlenbach

### Menhir
Schloßheck war der ursprüngliche Standort eines Menhirs. Dieser wurde auch als Schloßhecker Menhir bekannt und befand sich in einem Waldgebiet südlich des Ortes. 1933 wurde er nach Prüm transportiert und befindet sich noch heute am Friedhof der Stadt. Es handelt sich um einen rund 2,30 m hohen Sandsteinblock mit einer außergewöhnlichen Form. Der Menhir gilt als das älteste Kulturdenkmal der Stadt Prüm.

## Wirtschaft und Infrastruktur

### Unternehmen
In Schloßheck existieren einige Unternehmen. Es gibt eine Postfiliale, einen Motorradhandel sowie mehrere Ferienunterkünfte. Unweit des Ortes befindet sich zudem die Arla Foods GmbH.

### Verkehr
Es existiert eine regelmäßige Busverbindung.
Schloßheck ist durch die Kreisstraße 119 aus westlicher Richtung und durch die Landesstraße 16 aus nördlicher Richtung erschlossen. Östlich des Ortes verläuft die Bundesautobahn 60. Durch die Autobahnabfahrt liegt Schloßheck strategisch günstig.